# Otto Herrnring
Otto Herrnring (ur. 22 sierpnia 1858 w Schippenbeil w Prusach Wschodnich, zm. 11 maja 1921 w Berlinie) – niemiecki architekt i urzędnik budowlany, słynący z projektowania budynków szkolnych.

## Życiorys
Otto Herrnring był synem Ferdynanda i Wilhelmine Herrnringów. W 1883 roku rozpoczął studia na Uniwersytecie Technicznym w Berlinie. Przez pewien czas był mistrzem budowlanym w Opolu, ale postanowił powrócić do Berlina. 24 listopada 1891 roku poślubił Margarethe Steindamm, z którą miał syna – Helmutha (ur. 6 stycznia 1895). W roku 1896 został radcą budowlanym w Wilmersdorfie, w 1907 – po nadaniu miejscowości praw miejskich – architektem miejskim miasta Wilmersdorf, a po włączeniu miasteczka do Wielkiego Berlina w 1920 roku pełnił również tę funkcję na szczeblu dzielnicowym. 11 maja 1921 roku zmarł z powodu udaru.

## Najważniejsze realizacje
Herrnring przede wszystkim projektował budynki w Wilmersdorfie (część Berlina), do najważniejszych jego realizacji należą współcześnie zabytkowe budynki, m.in. takie jak:
- Viktoria-Louisenschule w Berlinie-Wilmersdorfie (1905)[3],
- Johann Peter-Hebel-Schule w Berlinie-Wilmersdorfie (1909–1910)[4],
- Krematorium w Berlinie-Wilmersdorfie (1914–1923)[5].

W Polsce znana jest jedna jego realizacja Niemieckiego Gimnazjum Reformowanego w Łodzi (1909–1911) zrealizowanego na zlecenie Niemieckiego Stowarzyszenia Realno-Gimnazjalnego

## Odznaczenia
- Order Orła Czerwonego IV klasy,
- Order Królewskiej Korony III klasy,
- Medal Czerwonego Krzyża(inne języki) III klasy,
- Krzyż Zasługi Pomocy Wojskowej[1].